# Енсайн (Канзас)
Енсайн (англ. Ensign) — місто (англ. city) в США, в окрузі Грей штату Канзас. Населення — 166 осіб (2020).

## Географія
Енсайн розташований за координатами 37°39′11″ пн. ш. 100°13′59″ зх. д. / 37.65306° пн. ш. 100.23306° зх. д. (37.653060, -100.233129).  За даними Бюро перепису населення США в 2010 році місто мало площу 0,74 км², уся площа — суходіл.

## Демографія
Згідно з переписом 2010 року, у місті мешкало 187 осіб у 76 домогосподарствах у складі 52 родин. Густота населення становила 253 особи/км².  Було 86 помешкань (116/км²).
Расовий склад населення:
| - 88,2 % — білих - 1,6 % — корінних американців - 1,6 % — чорних або афроамериканців - 5,9 % — осіб інших рас |

До двох чи більше рас належало 2,7 %. Частка іспаномовних становила 28,3 % від усіх жителів.
За віковим діапазоном населення розподілялося таким чином: 24,1 % — особи молодші 18 років, 62,5 % — особи у віці 18—64 років, 13,4 % — особи у віці 65 років та старші. Медіана віку мешканця становила 41,5 року. На 100 осіб жіночої статі у місті припадало 92,8 чоловіків;  на 100 жінок у віці від 18 років та старших — 100,0 чоловіків також старших 18 років.
Середній дохід на одне домашнє господарство  становив 58 756 доларів США (медіана — 54 250), а середній дохід на одну сім'ю — 66 764 долари (медіана — 66 250). За межею бідності перебувало 7,3 % осіб, у тому числі 4,1 % дітей у віці до 18 років та 11,3 % осіб у віці 65 років та старших.
Цивільне працевлаштоване населення становило 77 осіб. Основні галузі зайнятості: виробництво — 27,3 %, будівництво — 15,6 %, роздрібна торгівля — 14,3 %.